# Gryfici
Gryfici – dynastia książąt pomorskich panująca na Pomorzu Zachodnim od XII do XVII wieku. Nazwa rodu ukształtowała się w XV wieku i została zaczerpnięta od gryfa, którego członkowie rodziny używali jako swojego herbu od 1214 roku. Przedstawiciele rodu byli również znani jako Warcisławowicze.

## Historia rodu Gryfitów

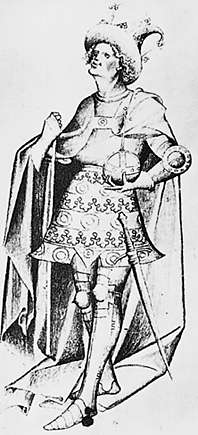
Eryk I Pomorski

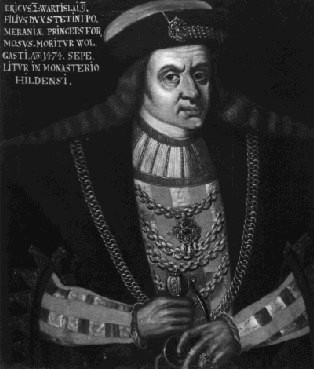
Eryk II

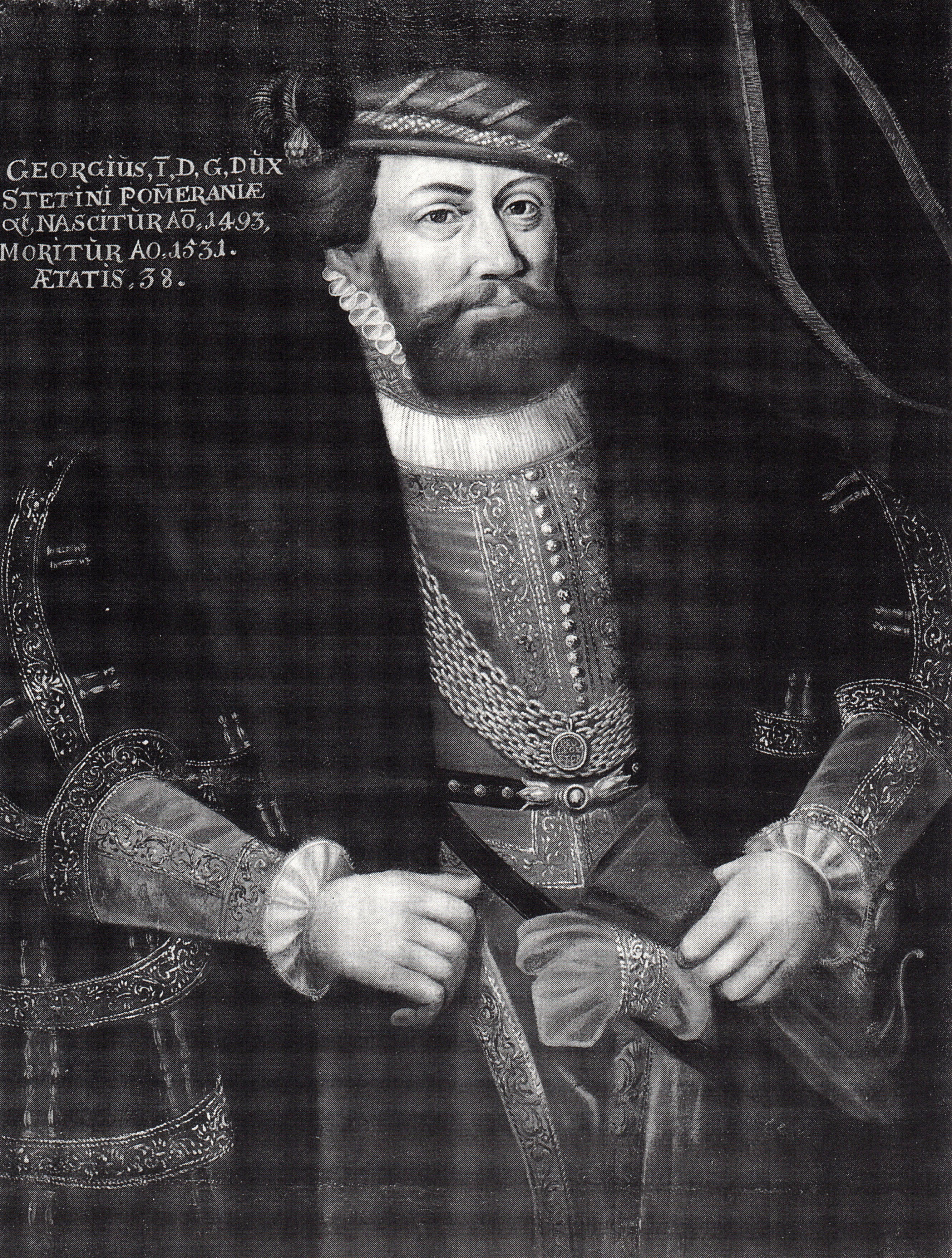
Jerzy I pomorski

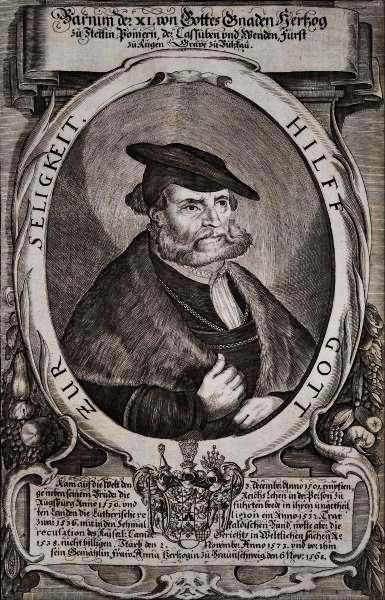
Barnim IX Pobożny

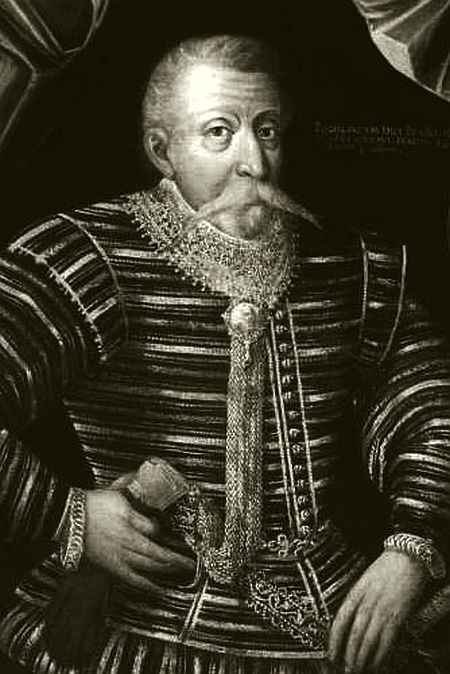
Bogusław XIII

### Geneza rodu
Geneza rodu Gryfitów nie jest do końca znana. Byli oni na pewno pochodzenia słowiańskiego, istnieje jednak kilka hipotez dotyczących ich korzeni. Jedne wskazują na to, że byli oni spokrewnieni z Piastami. Inne, że mieli wspólnego przodka z dynastią Sobiesławiców lub byli potomkami Świętobora. Jan Długosz twierdził, że wywodzili się z małopolskiego rodu Świebodziców. Siedemnastowieczna tradycja rodowa (a więc stosunkowo świeża) odwoływała się do legendarnego i miejscowego Gryphusa lub Baltusa, jako pierwszego przedstawiciela rodu. Drzewo genealogiczne zamieszczone na Mapie Lubinusa wskazuje na Świętobora jako pierwszego Gryfitę.

### Początki dynastii
Za historycznego protoplastę dynastii uważa się Warcisława I, który był księciem plemiennym związanym z grodami nad Parsętą: Białogardem i Budzistowem. To jego w latach 1120–1123 Bolesław III Krzywousty uczynił swoim wasalem i jako lenno nadał mu całe Pomorze Zachodnie. Po śmierci Warcisława I zapewne w 1135 roku, tron po nim przejął jego brat Racibor I. Kolejny władca pomorski z dynastii Gryfitów – Bogusław I zapoczątkował zbliżenie dynastii z Piastami wielkopolskimi poślubiając córkę Mieszka III Starego, Anastazję. Był również zmuszony odpierać najazdy Duńczyków, jednakże w 1185 stał się ich lennikiem.

### Okres późnego średniowiecza
Po zrzuceniu zależności duńskiej w 1227 r. Gryfici zostali wolą cesarza Fryderyka II zmuszeni uznać zależność od margrabiów brandenburskich. Rządy objął w tym czasie bardzo energiczny Barnim I, któremu udało się odeprzeć zapędy Brandenburgii oraz ponownie zjednoczyć całe Pomorze Zachodnie. Nie zapobiegł on jednak kolejnemu podziałowi dzielnicowemu Pomorza Zachodniego, które po jego śmierci w 1295 r. rozpadło się na dwa organizmy państwowe: księstwo wołogoskie i księstwo szczecińskie. Dalsze podziały i liczba męskich członków rodu w XIV wieku w linii wołogoskiej spowodowały, że księstwo wołogoskie dzielono jeszcze kilkakrotnie. W 1331 roku książę szczeciński Barnim III Wielki chcąc oddzielić się od wpływów Brandenburgii oddał się pod opiekę papieża. Książęta wołogoscy natomiast, aby wzmocnić swój prestiż międzynarodowy zaczęli szukać sojuszu z nowo odrodzonym Królestwem Polskim Władysława I Łokietka.
Bliskie kontakty z królami polskimi z dynastii Piastów spowodowały, że przed Gryfitami otworzyła się szansa objęcia tronu w Królestwie Polskim po śmierci Kazimierza III Wielkiego. Desygnowany na następcę Kazimierz IV zwany Kaźkiem, został, jako wnuk polskiego monarchy, przez niego adoptowany oraz otrzymał wiele nadań, które pozwalały mu konkurować z Andegawenami i otwierały przed nim realne szanse uzyskania korony po Ludwiku Węgierskim. Późniejsze wydarzenia i polityka dynastyczna pokrzyżowały te plany.
Koronę królewską zdobył jednak inny Gryfita, Eryk Pomorski, który w 1397 roku zasiadł na połączonych tronach: duńskim, norweskim i szwedzkim, jako przywódca unii kalmarskiej i spadkobierca po kądzieli duńskiej dynastii Estrydsenidów. Rządy Eryka Pomorskiego w Skandynawii zakończyły się dla niego niepomyślnie, gdyż został zdetronizowany w połowie XV wieku we wszystkich trzech królestwach.
W tymże wieku Gryfici uczestniczyli w wojnie polsko-krzyżackiej. Zarówno linia wołogoska, jak i linia szczecińska lawirowały między zakonem krzyżackim, a królem polskim Władysławem II Jagiełłą, wspierając politycznie to jedną, to drugą stronę. W czasie wojny trzynastoletniej takie zabiegi dyplomatyczne przyniosły księciu Erykowi II nabytki terytorialne w postaci ziemi lęborsko-bytowskiej.
Pod koniec XV wieku nad dynastią zawisła groźba wygaśnięcia rodu. W 1478 roku umarł bezpotomnie książę rugijski i wołogoski, Warcisław X. Wcześniej, w 1464, wygasła na Ottonie III linia szczecińska. Jedynym przedstawicielem dynastii w linii męskiej pozostał syn Eryka II, książę Bogusław X. Dzięki zbliżeniu z Królestwem Polskim (małżeństwo z Anną Jagiellonką), a później ze Świętym Cesarstwem Rzymskim nie dopuścił on do przyłączenia Pomorza Zachodniego do Brandenburgii. Przeprowadził gruntowną reformę skarbową, administracyjną i wojskową. Umocnił wewnętrznie Pomorze, tworząc z niego jeden organizm państwowy. Doczekał się również licznego potomstwa, które zapewniło ciągłość dynastii.

### Dynastia w okresie renesansu

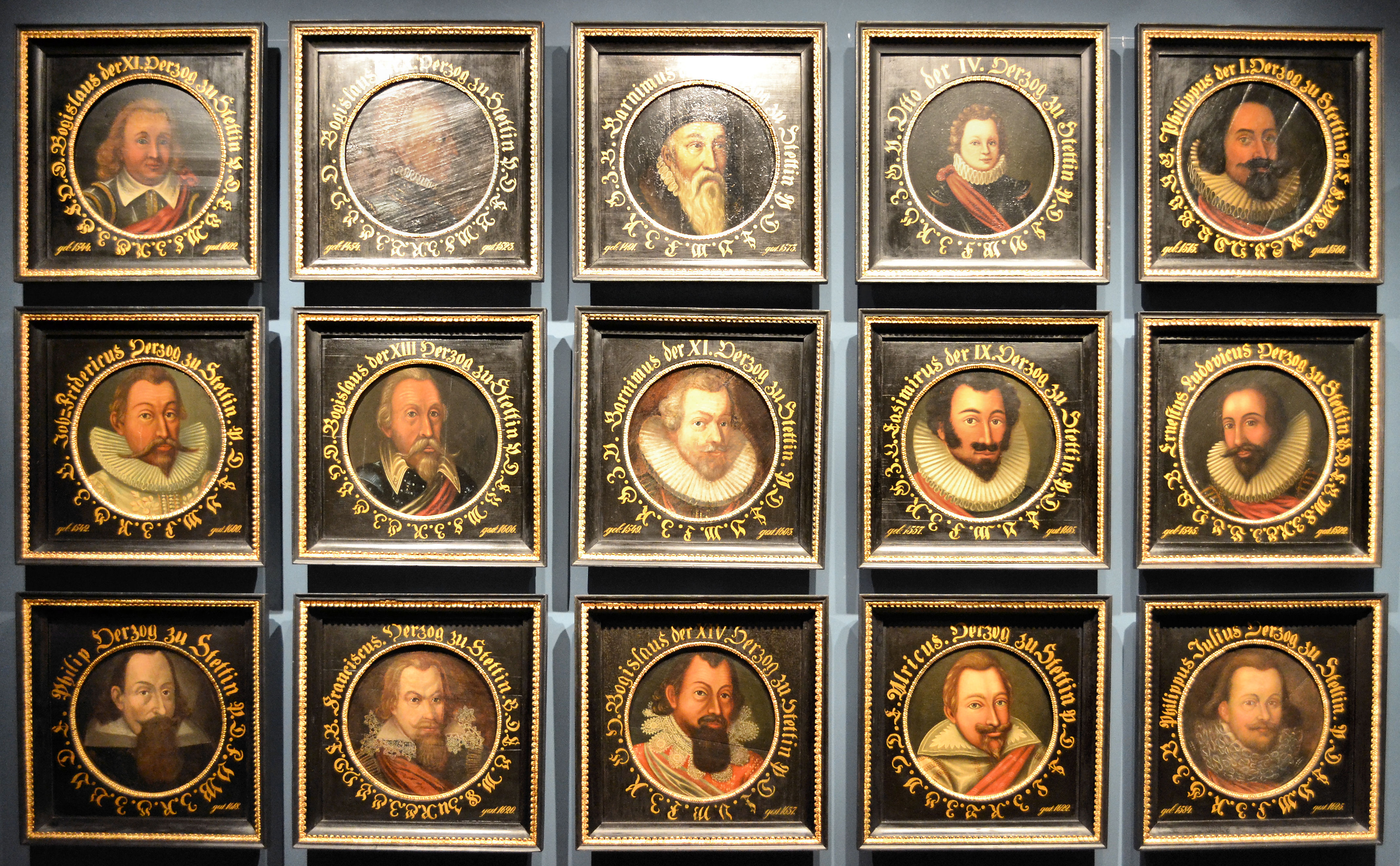
Portrety książąt pomorskich, które niegdyś zdobiły gmach szczecińskiej giełdy – obecnie eksponaty Muzeum Narodowego w Szczecinie

Następcy Bogusława X, Barnim IX Pobożny i Jerzy I wspierali rozwój gospodarczy księstwa. Po 1525 roku mimo wprowadzenia edyktu wormackiego zaczęli również tolerować luteranizm. W roku 1534 zdecydowali się na sejmie w Trzebiatowie przyjąć luteranizm jako religię państwową obowiązującą na Pomorzu Zachodnim. Reformacja zaważyła na polityce dynastycznej i politycznej książąt. Gryfici przystąpili do unii szmalkaldzkiej. Żenili się z przedstawicielkami książęcych rodów Wettynów, Welfów i Hohenzollernów. Mimo tego, że księstwo leżało na uboczu, znacznie rozwinęło się gospodarczo i kulturalnie. Nie uniknęło jednak zniszczenia podczas wojny trzydziestoletniej w pierwszej połowie XVII wieku.

### Schyłek i wymarcie dynastii
Pod koniec XVI wieku ród zaczął wygasać. Książę Bogusław XIII wprawdzie doczekał się synów, lecz już żaden z nich nie doczekał się potomstwa. Ostatni męski przedstawiciel Gryfitów – Bogusław XIV – na krótko przed śmiercią musiał znosić uciążliwości okupacji Pomorza Zachodniego przez wojska cesarskie Wallensteina, a później, nie mając szans na obronę, uznać protektorat Szwecji.
Bogusław XIV zmarł w 1637 roku nie mając żadnej realnej władzy w swoim państwie. Jego księstwo na mocy układów dynastycznych z Grimnitz z 1529 roku miało przypaść Hohenzollernom. Zostało jednak podzielone na dwie strefy okupacyjne: szwedzką i brandenburską. Ostatnią przedstawicielką dynastii była księżna słupska Anna de Croÿ, córka Bogusława XIII. Zmarła w 1660 r.

## Miejsca pochówku członków dynastii Gryfitów
Gryfici nigdy nie mieli rodowej nekropolii – członków dynastii chowano w wielu miejscowościach na terenie księstwa pomorskiego m.in. w: Stolpe an der Peene, Kołbaczu, Eldenie, Grobi, Neuenkamp, Szczecinku, Słupsku, Darłowie, Wołogoszczy, Choćkowie i w Kamieniu. Najważniejsze miejsca pochówku książąt Gryfitów mieściły się w świątyniach miast rezydencyjnych książąt dzielnicowych.

### Szczecin

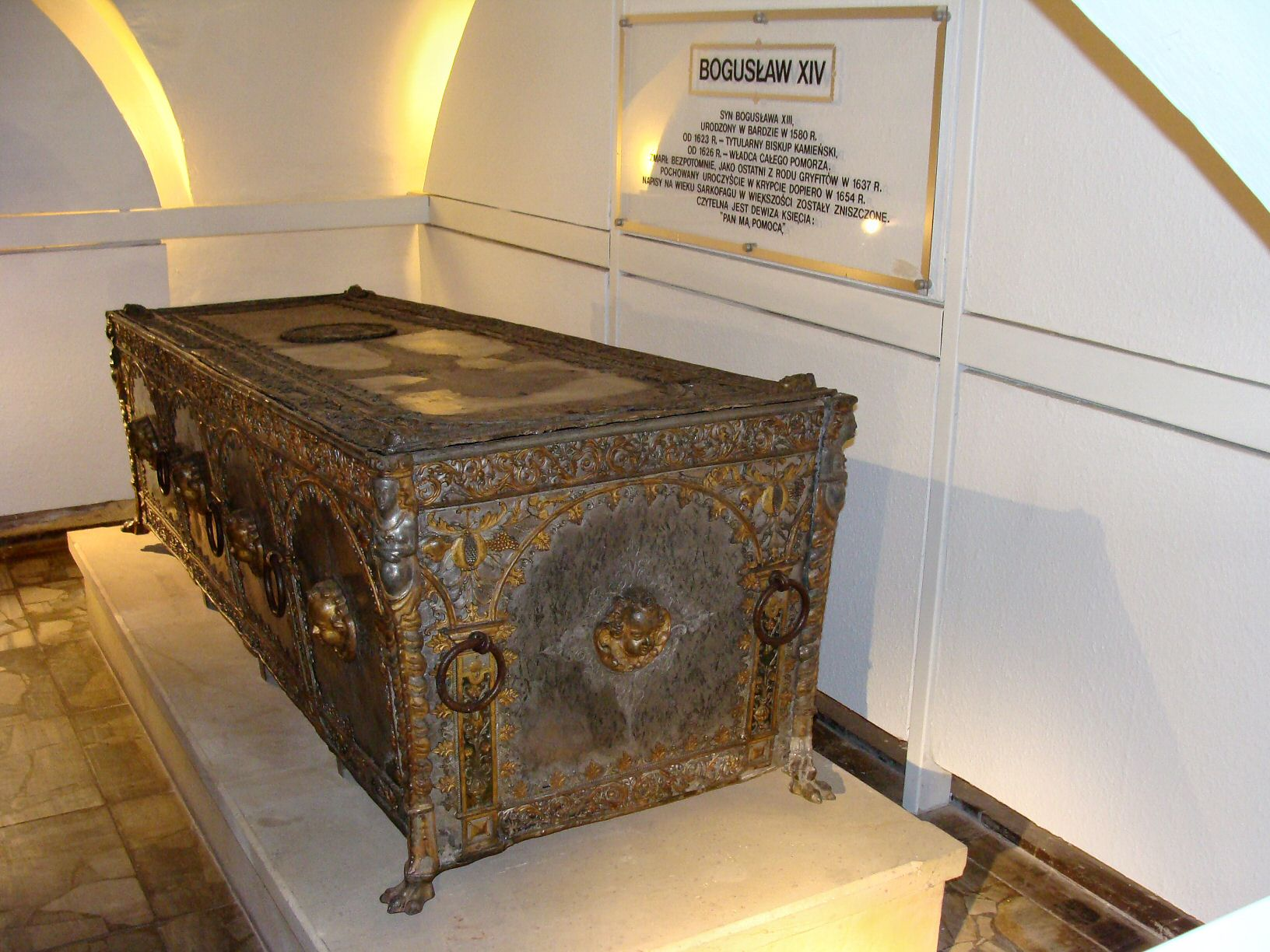
Sarkofag Bogusława XIV w krypcie Zamku Książąt Pomorskich w Szczecinie

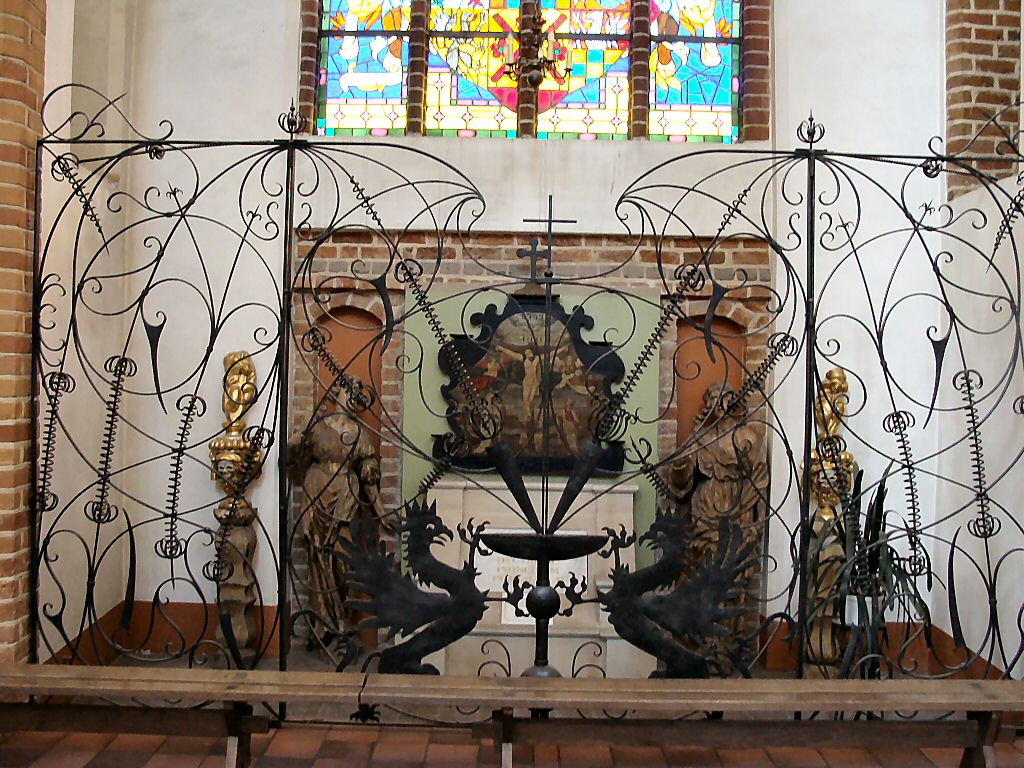
Współczesna kaplica Książąt Pomorskich w bazylice św. Jakuba z grobem Gryfitów

W Szczecinie Gryfitów chowano w kościołach: św. Jakuba, Najświętszej Maryi Panny, św. Ottona oraz w krypcie zamkowej. Kościół św. Jakuba był najwcześniejszą nekropolią Gryfitów w Szczecinie. Od XVI wieku większość pochówków książęcych miała miejsce na zamku.
W 1731 r. na polecenie komendanta Twierdzy Szczecin kryptę zamkową otworzono. Wówczas stwierdzono w niej obecność czternastu sarkofagów i dwóch uszkodzonych trumien; do ich wnętrza nie zaglądano. W 1803 lub 1804 r. na osobiste polecenie króla Prus, Fryderyka Wilhelma III rozbito część sarkofagów i zabrano znajdujące się w nich wartościowe przedmioty. W 1810 r., gdy Szczecin okupowały wojska napoleońskie, skuszony krążącymi legendami o ukrytych skarbach Gryfitów marszałek Victor-Perrin otworzył kryptę, widząc jednak ślady splądrowania ograniczył swą obecność do obejrzenia wnętrza. W 1830 r. do krypty zamkowej przeniesiono dwie trumny pochodzące z rozbieranego kościoła farnego Najświętszej Maryi Panny. W 1840 r. zmarła w Szczecinie księżniczka brunszwicka Elżbieta Krystyna, była żona Fryderyka Wilhelma II. Pochowano ją uroczyście w krypcie zamkowej. Na okoliczność pogrzebu uporządkowano wnętrze, a przy okazji opróżniono sarkofagi książęce z zabytków, które następnie przesłano do Berlina.
Kolejnych zniszczeń krypty zamkowej dokonano w czasie I wojny światowej gdy żołnierze niemieccy gromadząc rezerwy metali kolorowych pozdejmowali z trumien miedziane i cynowe obicia (trumny zabezpieczono dwoma lub 3 warstwami blachy, spodnią warstwę często zostawiano). Bliżej nieokreślone zniszczenia nastąpiły też w czasie II wojny światowej podczas walk o miasto oraz w okresie przejściowym, gdy przynależność państwowa Szczecina była nieokreślona.
W 1946 r. administracja polska zastała w krypcie, w różnym stanie zachowania, 14 sarkofagów i cztery leżące na nich drewniane trumny. Rozsypane kości zebrano i spalono, a popioły zakopano na dziedzińcu zamkowym. Trumny i sarkofagi będące w lepszym stanie zachowano i pod koniec 1946 r. chroniąc przed wilgocią przeniesiono na I piętro skrzydła północnego zamku. Na potrzeby tworzonego muzeum z jednej nienaruszonej trumny wydobyto wyposażenie. Między rokiem 1946 a 1948, w do dziś niewyjaśnionych okolicznościach, zaginął jeden z sarkofagów (wraz z nieokreśloną zawartością). W 1948 r. dziesięć sarkofagów wysłano na Wawel, aby je tam poddać ocenie i konserwacji. Według oceny 7 z nich nie miało żadnych indywidualnych i zabytkowych cech. Zerwaną blachę przetopiono uzyskując 938 kg deficytowej cyny, niezbędnej wówczas do naprawy zniszczonych podczas wojny dachów i rynien. Szkielety i pozostałe sarkofagi powróciły do Szczecina i były w latach 1949–1954 pokazywane w muzeum. Później kości zebrane w kartonowe pudła trafiły na półki magazynu. Część z nich, gorzej zachowanych w latach 70. zakopano na dziedzińcu zamkowym. Przedmioty i stroje wydobyte z trumien wciąż są w ekspozycji.
W opustoszałej krypcie zamkowej w 1965 r. założono niewielki teatr pod nazwą Teatr Krypta. Od 1990 r. działa tam także kabaret o nazwie Piwnica Przy Krypcie.
W latach 90. za sprawą lokalnej prasy, dzieje pochówków książąt pomorskich stały się szeroko znane. Pojawiła się inicjatywa zorganizowania zachowanym szczątkom Gryfitów powtórnego pochówku. Przechowywane w magazynach kości przekazano do badań Instytutowi Medycyny Sądowej Pomorskiej Akademii Medycznej. Badania pozwoliły zidentyfikować siedem szkieletów jako żeńskie. Zidentyfikowano też kości Bogusława XIV na podstawie zniekształceń spowodowanych zwyrodnieniem stawów, choroby, na którą za życia cierpiał. Temat „Badania dynastii Gryfitów linii Szczecińskiej pod kątem ustalenia tożsamości” wciąż nie zostały zakończone.
W specjalnie przygotowanej kaplicy Książąt Pomorskich katedry św. Jakuba 25 marca 1995 r. odbył się ekumeniczny pogrzeb książąt. Uroczystości pogrzebowe celebrowali arcybiskup szczecińsko-kamieński Marian Przykucki i pastor Piotr Gaś.

## Upamiętnienie
Na cześć dynastii występujący na Pomorzu gatunek jaskra (mikrogatunek jaskrów różnolistnych) nazwano jaskrem Gryfitów.

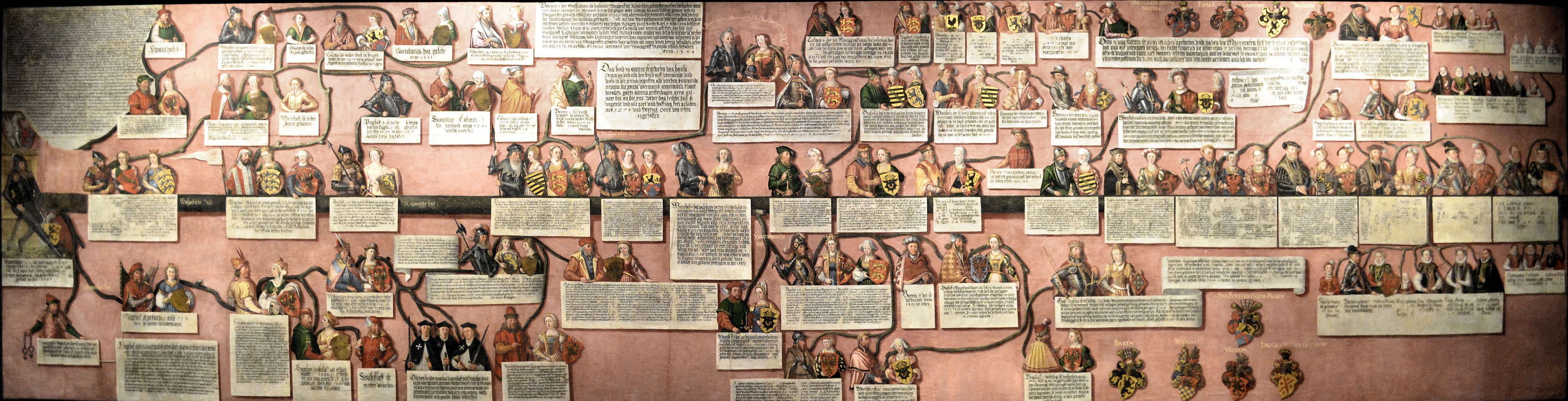
Drzewo genealogiczne książąt Pomorza Zachodniego, autor: Cornelius Krommeny, 1598 r. Na obrazie o długości 7 m przedstawiono 155 osób z rodu Gryfitów. Eksponat Muzeum Narodowego w Szczecinie